# Campeonato Gaúcho 2024
El Campeonato Gaúcho de 2024 fue la 104.ª edición de la primera división de fútbol del estado de Río Grande del Sur. El torneo es organizado por la Federação Gaúcha de Futebol y se encuentra dentro de los más importantes del país. Concede tres cupos a la Copa de Brasil 2025 y tres más al Campeonato Brasileño de Fútbol Serie D 2025 para equipos que no pertenezcan a ninguna de las demás categorías.
El actual campeón hexa, Grêmio, venció al Juventude en la final, ganando su séptimo título consecutivo y el 43.º en general.

## Sistema de juego
Los 12 equipos se enfrentan entre sí en modalidad de todos contra todos a una sola rueda. Para esta edición, culminadas las once fechas, los ocho primeros puestos acceden a los cuartos de final mientras que los dos últimos posicionados descenderán a Segunda División.
En la fase final, los ocho equipos serán enfrentados en llaves a un solo partido en el estadio del equipo mejor clasificado. Para las semifinales y final, se jugarán partidos de ida y vuelta en las que el mejor equipo clasificará a la siguiente fase hasta llegar a la final.

### Criterios de desempate
En caso de empate en la primera fase, se sigue el siguiente orden:
1. Mayor número de partidos ganados.
2. Mejor diferencia de gol.
3. Mayor número de goles a favor.
4. Menor número de tarjetas rojas recibidas.
5. Menor número de tarjetas amarillas recibidas.
6. Sorteo.

En caso de empate en los cuartos de final, clasificará el equipo con el mejor desempeño durante la primera fase del torneo. Finalmente, en caso de empate en las semifinales o final, se sigue el siguiente orden:
1. Mejor diferencia de gol.
2. Tiros desde el punto penal.

## Equipos participantes

### Ascensos y descensos
| Pos. | Descendidos en la temporada 2023 |
| ---- | -------------------------------- |
| 11.º | Esportivo Bento Gonçalves        |
| 12.º | Aimoré                           |

| Pos. | Ascendidos del Módulo II |
| ---- | ------------------------ |
| 1.º  | Santa Cruz               |
| 2.º  | Guarany                  |

### Información de los equipos
| Equipo              | Ciudad            | Estadio          | Capacidad | Posición 2023  | Títulos (último) |
| ------------------- | ----------------- | ---------------- | --------- | -------------- | ---------------- |
| Avenida             | Santa Cruz do Sul | Eucaliptos       | 3 600     | 9.º            | 0                |
| Brasil de Pelotas   | Pelotas           | Bento Freitas    | 10 500    | 7.º            | 1 (1919)         |
| Caxias do Sul       | Caxias do Sul     | Centenário       | 22 132    | 2.º            | 1 (2000)         |
| Grêmio              | Porto Alegre      | Arena do Grêmio  | 55 662    | Campeón        | 42 (2023)        |
| Guarany             | Bagé              | Estrela D'Alva   | 10 000    | 2.º (Serie A2) | 2 (1938)         |
| Internacional       | Porto Alegre      | Beira-Rio        | 50 128    | 3.º            | 45 (2016)        |
| Juventude           | Caxias do Sul     | Alfredo Jaconi   | 19 924    | 5.º            | 1 (1998)         |
| Novo Hamburgo       | Novo Hamburgo     | do Vale          | 5 196     | 8.º            | 1 (2017)         |
| Santa Cruz          | Santa Cruz do Sul | Plátanos         | 3 500     | 1.º (Serie A2) | 0                |
| São José            | Porto Alegre      | Passo d'Areia    | 10 646    | 6.º            | 0                |
| São Luiz            | Ijuí              | 19 de Outubro    | 5 217     | 10.º           | 0                |
| Ypiranga de Erechim | Erechim           | Colosso da Lagoa | 22 000    | 4.º            | 0                |

## Primera fase

### Tabla de posiciones
| Pos. | Equipo              | Pts. | PJ | G | E | P | GF | GC | Dif. | Clasificación          |
| ---- | ------------------- | ---- | -- | - | - | - | -- | -- | ---- | ---------------------- |
| 1    | Internacional       | 28   | 11 | 9 | 1 | 1 | 21 | 7  | +14  | Fase final.            |
| 2    | Grêmio              | 23   | 11 | 7 | 2 | 2 | 23 | 10 | +13  | Fase final.            |
| 3    | Caxias              | 16   | 11 | 4 | 4 | 3 | 15 | 14 | +1   | Fase final.            |
| 4    | Guarany             | 16   | 11 | 4 | 4 | 3 | 12 | 15 | −3   | Fase final.            |
| 5    | Juventude           | 15   | 11 | 4 | 3 | 4 | 15 | 9  | +6   | Fase final.            |
| 6    | São José            | 15   | 11 | 3 | 6 | 2 | 11 | 10 | +1   | Fase final.            |
| 7    | Brasil de Pelotas   | 15   | 11 | 3 | 6 | 2 | 9  | 8  | +1   | Fase final.            |
| 8    | São Luiz            | 13   | 11 | 2 | 7 | 2 | 9  | 9  | 0    | Fase final.            |
| 9    | Ypiranga de Erechim | 10   | 11 | 1 | 7 | 3 | 7  | 14 | −7   |                        |
| 10   | Avenida             | 9    | 11 | 2 | 3 | 6 | 5  | 10 | −5   |                        |
| 11   | Novo Hamburgo       | 9    | 11 | 2 | 3 | 6 | 6  | 15 | −9   | Descenso de categoría. |
| 12   | Santa Cruz          | 4    | 11 | 0 | 4 | 7 | 8  | 20 | −12  | Descenso de categoría. |

 Fuente: FGF
Criterios de clasificación: 1) Puntos; 2) Partidos ganados; 3) Diferencia de gol; 4) Goles anotados; 5) Menor cantidad de tarjetas rojas; 6) Menor cantidad de tarjetas amarillas; 7) Sorteo.

### Resultados
| Local \ Visitante   | AVE | BRA | CAX | GRE | GUA | INT | JUV | NOV | SAN | SJO | SLU | YPI |
| ------------------- | --- | --- | --- | --- | --- | --- | --- | --- | --- | --- | --- | --- |
| Avenida             | —   | 0–0 | —   | 0–1 | 0–1 | —   | —   | —   | —   | 0–0 | —   | 2–0 |
| Brasil de Pelotas   | —   | —   | —   | 0–1 | 1–1 | —   | 1–0 | 0–0 | 2–0 | 0–0 | —   | —   |
| Caxias              | 2–0 | 1–2 | —   | 2–1 | —   | —   | —   | —   | 2–1 | 1–2 | 2–2 | —   |
| Grêmio              | —   | —   | —   | —   | 4–1 | —   | 1–0 | 2–0 | 6–2 | 4–1 | 1–1 | —   |
| Guarany             | —   | —   | 1–1 | —   | —   | 2–1 | —   | 2–0 | —   | —   | 1–0 | 1–2 |
| Internacional       | 1–0 | 3–1 | 2–0 | 3–2 | —   | —   | —   | —   | —   | —   | —   | 3–0 |
| Juventude           | 3–1 | —   | 1–1 | —   | 4–0 | 1–2 | —   | —   | —   | —   | —   | 3–0 |
| Novo Hamburgo       | 0–1 | —   | 0–1 | —   | —   | 1–3 | 1–1 | —   | 2–1 | —   | 1–0 | —   |
| Santa Cruz          | 1–1 | —   | —   | —   | 1–1 | 0–2 | 0–1 | —   | —   | 1–1 | —   | 1–1 |
| São José            | —   | —   | —   | —   | 1–1 | 0–1 | 1–0 | 3–0 | —   | —   | 1–1 | —   |
| São Luiz            | 1–0 | 2–2 | —   | —   | —   | 0–0 | 1–1 | —   | 1–0 | —   | —   | 0–0 |
| Ypiranga de Erechim | —   | 0–0 | 2–2 | 0–0 | —   | —   | —   | 1–1 | —   | 1–1 | —   | —   |

## Fase final
|  | Cuartos de final | Cuartos de final  | Cuartos de final |               |   | Semifinales       | Semifinales       | Semifinales       | Semifinales       | Semifinales       |  |   | Final                    | Final                    | Final                    | Final                    | Final                    |  |
|  | 8 al 10 de marzo | 8 al 10 de marzo  | 8 al 10 de marzo |               |   | 16 al 26 de marzo | 16 al 26 de marzo | 16 al 26 de marzo | 16 al 26 de marzo | 16 al 26 de marzo |  |   | 30 de marzo y 6 de abril | 30 de marzo y 6 de abril | 30 de marzo y 6 de abril | 30 de marzo y 6 de abril | 30 de marzo y 6 de abril |  |
|  |                  |                   |                  |               |   |                   |                   |                   |                   |                   |  |   |                          |                          |                          |                          |                          |  |
|  |                  |                   |                  |               |   |                   |                   |                   |                   |                   |  |   |                          |                          |                          |                          |                          |  |
|  | 2                | Grêmio            | 2                |               |   |                   |                   |                   |                   |                   |  |   |                          |                          |                          |                          |                          |  |
|  | 2                | Grêmio            | 2                |               |   |                   |                   |                   |                   |                   |  |   |                          |                          |                          |                          |                          |  |
|  | 7                | Brasil de Pelotas | 0                |               |   |                   |                   |                   |                   |                   |  |   |                          |                          |                          |                          |                          |  |
|  | 7                | Brasil de Pelotas | 0                |               | 2 | Grêmio            | 2                 | 3                 | 5                 |                   |  |   |                          |                          |                          |                          |                          |  |
|  |                  |                   |                  |               | 2 | Grêmio            | 2                 | 3                 | 5                 |                   |  |   |                          |                          |                          |                          |                          |  |
|  |                  |                   | 3                | Caxias        | 1 | 2                 | 3                 |                   |                   |                   |  |   |                          |                          |                          |                          |                          |  |
|  | 3                | Caxias            | 3                | Caxias        | 1 | 2                 | 3                 | 1                 |                   |                   |  |   |                          |                          |                          |                          |                          |  |
|  | 3                | Caxias            |                  |               |   |                   |                   |                   |                   |                   |  |   |                          |                          |                          |                          |                          |  |
|  | 6                | São José          | 0                |               |   |                   |                   |                   |                   |                   |  |   |                          |                          |                          |                          |                          |  |
|  | 6                | São José          | 0                |               |   |                   |                   |                   |                   |                   |  | 2 | Grêmio                   | 0                        | 3                        | 3                        |                          |  |
|  |                  |                   |                  |               |   |                   |                   |                   |                   |                   |  | 2 | Grêmio                   | 0                        | 3                        | 3                        |                          |  |
|  |                  |                   | 5                | Juventude     | 0 | 1                 | 1                 |                   |                   |                   |  |   |                          |                          |                          |                          |                          |  |
|  | 1                | Internacional     | 5                | Juventude     | 0 | 1                 | 1                 | 3                 |                   |                   |  |   |                          |                          |                          |                          |                          |  |
|  | 1                | Internacional     |                  |               |   |                   |                   |                   |                   |                   |  |   |                          |                          |                          |                          |                          |  |
|  | 8                | São Luiz          | 0                |               |   |                   |                   |                   |                   |                   |  |   |                          |                          |                          |                          |                          |  |
|  | 8                | São Luiz          | 0                |               | 1 | Internacional     | 0                 | 1                 | 1 (5)             |                   |  |   |                          |                          |                          |                          |                          |  |
|  |                  |                   |                  |               | 1 | Internacional     | 0                 | 1                 | 1 (5)             |                   |  |   |                          |                          |                          |                          |                          |  |
|  |                  |                   | 5                | Juventude (p) | 0 | 1                 | 1 (6)             |                   |                   |                   |  |   |                          |                          |                          |                          |                          |  |
|  | 4                | Guarany           | 5                | Juventude (p) | 0 | 1                 | 1 (6)             | 0                 |                   |                   |  |   |                          |                          |                          |                          |                          |  |
|  | 4                | Guarany           |                  |               |   |                   |                   |                   |                   |                   |  |   |                          |                          |                          |                          |                          |  |
|  | 5                | Juventude         | 3                |               |   |                   |                   |                   |                   |                   |  |   |                          |                          |                          |                          |                          |  |
|  | 5                | Juventude         | 3                |               |   |                   |                   |                   |                   |                   |  |   |                          |                          |                          |                          |                          |  |
|  |                  |                   |                  |               |   |                   |                   |                   |                   |                   |  |   |                          |                          |                          |                          |                          |  |

Nota: El equipo que ocupa la primera línea es el que define la serie como local.

| Campeón                                  |
| Bandera del estado de Río Grande del Sur |
| ---------------------------------------- |
| Grêmio 43.° título                       |